# 158 (tal)
158 är det naturliga talet som följer 157 och som följs av 159.

## Inom vetenskapen
- 158 Koronis, en asteroid

## Inom matematiken
- 158 är ett jämnt tal
- 158 är ett semiprimtal
- 158 är ett Perrintal